# Darois
Darois – miejscowość i gmina we Francji, w regionie Burgundia-Franche-Comté, w departamencie Côte-d’Or.
Według danych na rok 1990 gminę zamieszkiwały 313 osoby, a gęstość zaludnienia wynosiła 39 osób/km² (wśród 2044 gmin Burgundii Darois plasuje się na 603. miejscu pod względem liczby ludności, natomiast pod względem powierzchni na miejscu 1046.).